# Novolazarevská stanice

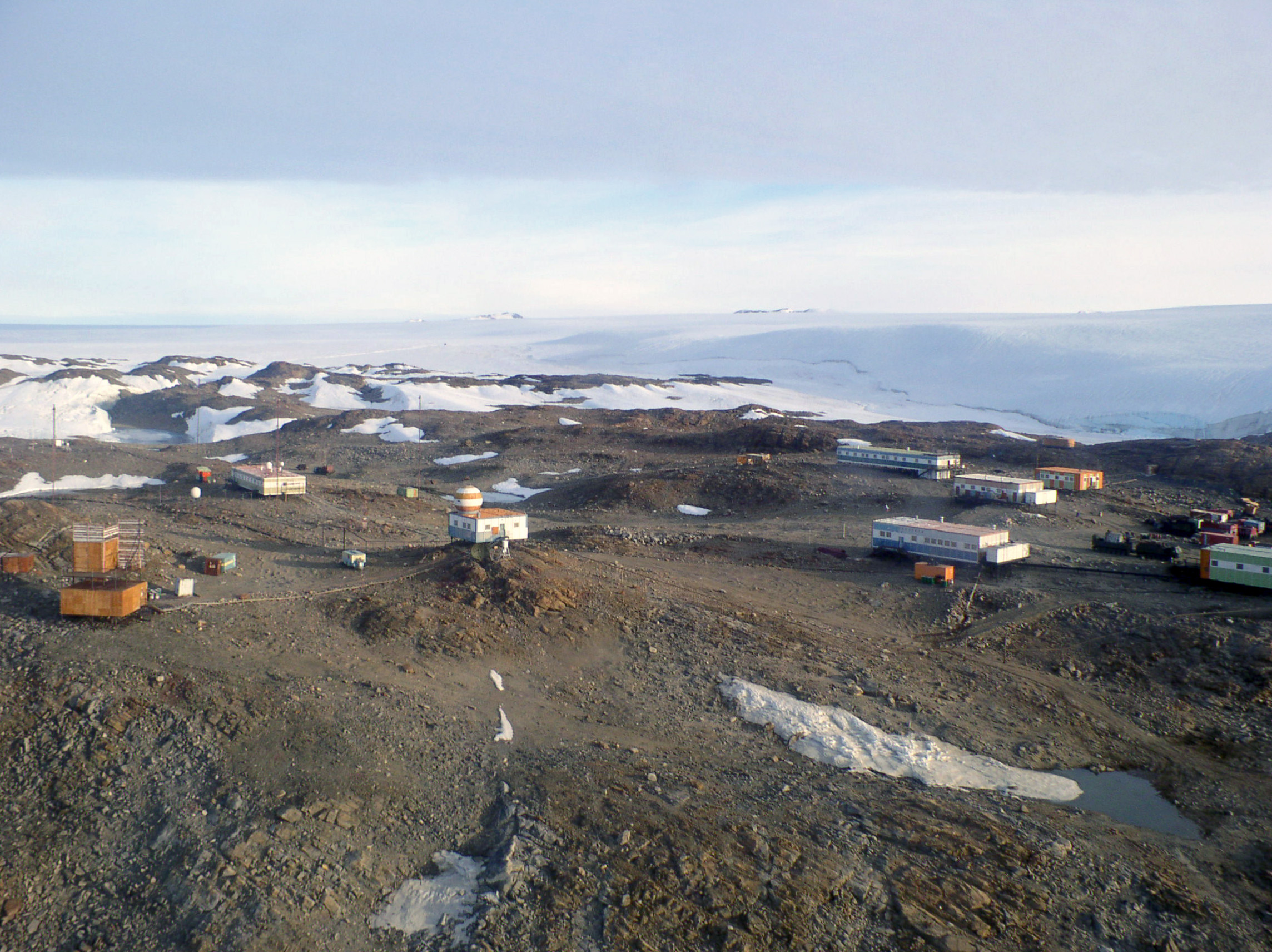
Letecký pohled na stanici (2006)

Novolazarevská stanice (rusky: Станция Новолазаревская) je ruská výzkumná polární stanice s celoročním provozem, umístěná v Antarktidě v Zemi královny Maud, 75 km od pobřeží. Založila ji 6. sovětská antarktická expedice, činnost zahájila 18. ledna 1961. Maximální letní osazenstvo je 70 lidí. V dubnu téhož roku zde došlo k ojedinělé operaci v celé lidské historii, když staniční lékař a chirurg Leonid Rogozov sám sobě vyoperoval apendix.